# 中井友紀
中井 友紀（なかい ゆうき、10月14日 - ）は、青森朝日放送のアナウンサー。

## 来歴
愛知県名古屋市出身。中京大学卒業。大学在学時には東京アナウンスセミナーに通っていた。
2011年4月に青森朝日放送に入社し、同局のアナウンサーになる。社外では、ヴァンラーレ八戸FCのスタジアムDJを務めることもある。

## 担当番組
- ニジドキ![5][6]
- 夢はここから生放送 ハッピィ[1]
- スーパーJチャンネルABA[7]
- ゔぁんスタ！ - MC[3]
- ハレのちあした[8]
- KICK OFF! AOMORI[8]
- スポーツ中継[8]